# Mausoleum (Penicuik)

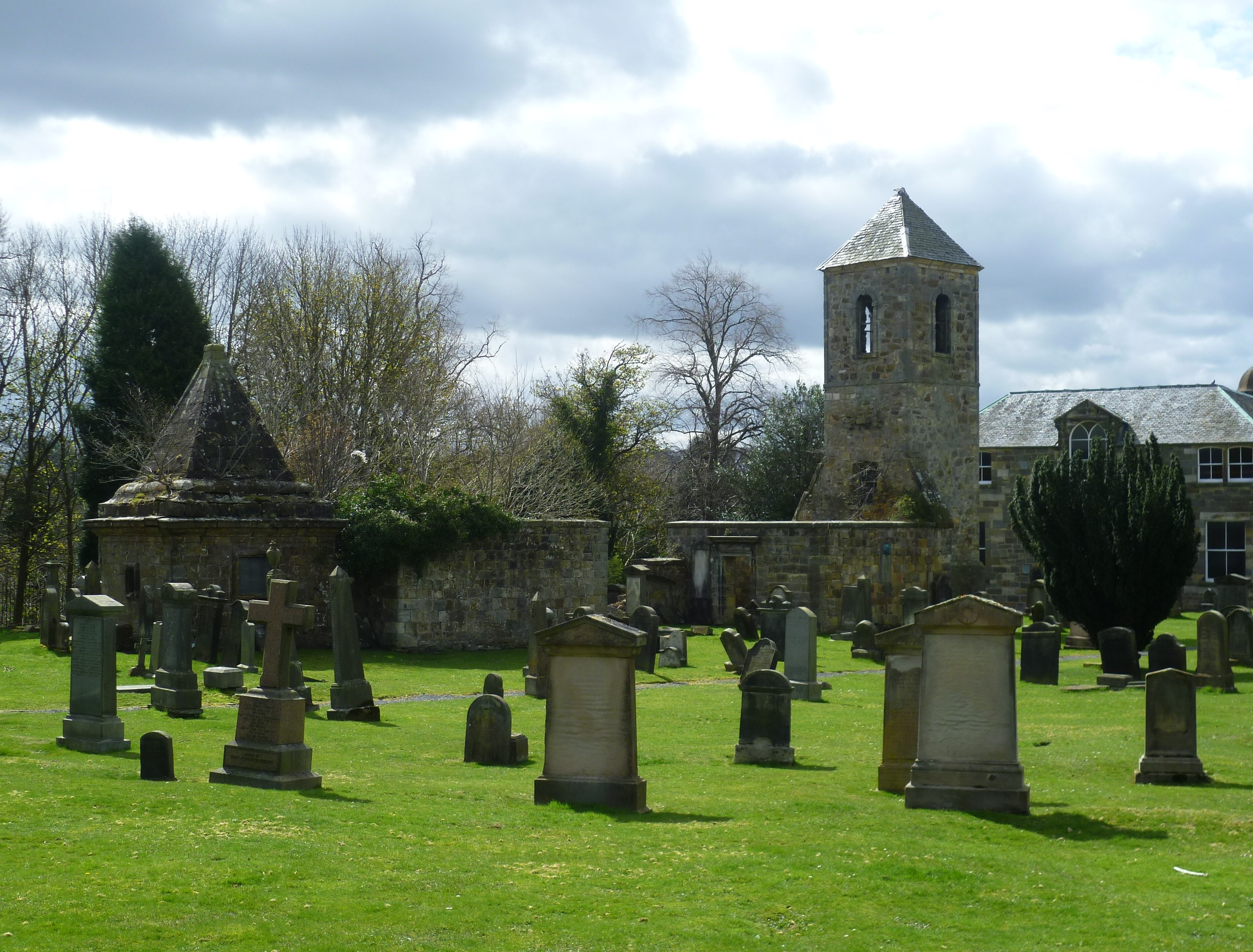
Das Mausoleum von Penicuik links im Bild

Das Mausoleum von Penicuik ist ein Mausoleum in der schottischen Stadt Penicuik in der Council Area Midlothian. Zusammen mit der zugehörigen Kirche ist das Mausoleum als Scheduled Monument denkmalgeschützt. Eine ehemalige Aufnahme in die schottischen Denkmallisten in der höchsten Kategorie A wurde zurückgenommen.
John Clerk, 1. Baronet ließ das Gebäude im Jahre 1684 für seine verstorbene Ehefrau Elizabeth Henderson errichten. Es diente im weiteren Verlauf als Grabstätte der gesamten Familie Clerk.

## Beschreibung
Das Bauwerk befindet sich auf dem Friedhof der St Kentigern’s Church im Süden von Penicuik. Es handelt sich um ein Gebäude mit quadratischem Grundriss, dass mit einem Pyramidendach abschließt. Dieses liegt auf einem gekehlten Gesimse auf. Das Mauerwerk besteht aus Sandsteinquadern. An der Westseite ist ein kleines Fenster in die Außenmauer eingelassen. An der Nordseite ist eine ornamentierte Plakette angebracht. Eine weitere mit lateinischer Inschrift und Jahresangabe befindet sich an der Südseite. Der Innenraum ist mit Gewölbedecke gearbeitet.